# Vilhjálmur Einarsson
Vilhjálmur Einarsson (Reyðarfjörður, 1934. június 4. – Reykjavík, 2019. december 28.) izlandi atléta, hármasugró.

## Pályafutása
Az 1956-os melbourne-i olimpián ezüstérmet szerzett hármasugrásban. Az 1958-as stockholmi Európa-bajnokságon ugyanebben a versenyszámban bronzérmes lett.

## Sikerei, díjai
- Olimpiai játékok – hármasugrás
  - ezüstérmes: 1956, Melbourne
- Európa-bajnokság – hármasugrás
  - bronzérmes: 1958, Stockholm